# Rechenfehler
Rechenfehler sind in der Mathematik oder im Alltag Fehler beim Rechnen, die bei Rechenoperationen durch eine Abweichung von den Rechenregeln entstehen.

## Allgemeines
Rechenfehler sind neben Schreibfehlern, Denkfehlern, Druckfehlern, Fat-Finger-Fehlern, Sprechfehlern oder Tippfehlern häufige Alltagsfehler. Sie alle können zu groben Fehlern werden, wenn sie unentdeckt bleiben und Schäden verursachen.
Rechenfehler beim Kopfrechnen stellen einen Verstoß gegen Rechengesetze dar. Werden Rechenmaschinen (etwa Taschenrechner) benutzt, entsteht ein Rechenfehler durch falsche Eingabe. Der Rechenfehler zeigt sich in beiden Fällen durch Abweichung des Rechenergebnisses vom wahren mathematischen Wert. Bei Kettenaufgaben setzen sich Rechenfehler als Fehlerfortpflanzung fort. Zu den Rechenfehlern gehören auch die Rundungsfehler und – streng betrachtet – der Näherungswert.
Die im Wesentlichen durch Rundung entstehenden Fehler (Ersatz einer irrationalen Zahl (z. B. {\textstyle {\sqrt {2}},\pi }) durch einen endlichen Dezimalbruch bzw. allgemein Ersatz einer reellen Zahl durch eine Gleitkommazahl) werden auch als Rechnungsfehler bezeichnet. Einzelne lokale Rechnungsfehler können zu einem akkumulierten Rechnungsfehler auflaufen. Je größer die Zahl der Operationen, desto größer ist die Gefahr einer Verfälschung des Ergebnisses bis hin zur völligen Unbrauchbarkeit.

## Rechtsfragen zu Rechenfehlern
Rechenfehler können im Geschäftsverkehr zu Rechtsfolgen führen. Mit dem Hinweis „Rechenfehler vorbehalten“ (lateinisch salvo errōre calcŭli, Abkürzung: s.e.c.) will der Geschäftspartner darauf hinweisen, dass seine Rechnung möglicherweise fehlerhaft sein kann. Die häufigsten Rechenfehler in der Buchhaltung sind Additionsfehler, seltener Subtraktionsfehler, mit denen Saldenfehler eng zusammenhängen. Bei der Fakturierung kommt es auch zu Multiplikationsfehlern ({\displaystyle \mathrm {Menge} \cdot \mathrm {Preis} =\mathrm {Kaufpreis} }).
Der Kalkulationsirrtum ist weit verbreitet. Bei Angeboten oder Bestellungen liegt trotz Rechenfehlers ein bindendes Vertragsangebot im Sinne von § 145 BGB vor, so dass er nicht zurückgenommen werden kann, auch nachdem der Kalkulationsirrtum entdeckt ist. Bindend bedeutet, dass der Anbietende seinen Antrag nicht widerrufen kann; es liegt in der Macht des anderen Teils, den Vertrag durch die Annahme zustande zu bringen. Auch bei der Ausschreibung stellt das Angebot des Bieters nach den jeweiligen, von ihm akzeptierten Ausschreibungsbedingungen ein bindendes Vertragsangebot im Sinne von § 145 BGB dar. Bei Vergabe sind die Angebote der Bieter im Bauwesen gemäß § 16c Abs. 1 VOB/A auf die Einhaltung der gestellten Anforderungen, insbesondere in rechnerischer, technischer und wirtschaftlicher Hinsicht zu prüfen. In den Fällen des Angebots, der Bestellung und der Ausschreibung ist auch für eine Anfechtung wegen Irrtums kein Platz: Die Angebotssumme war nicht aufgrund eines bloßen Schreibfehlers zustande gekommen, der zu einer erfolgreichen Anfechtung wegen Erklärungsirrtums nach § 119 Abs. 1 BGB berechtigt hätte. Der Kalkulationsirrtum gehört vielmehr stets zum Bereich der unbeachtlichen Motivirrtümer. Das gilt nach der Rechtsprechung des Bundesgerichtshofs (BGH) selbst dann, wenn der Erklärungsempfänger diesen Kalkulationsirrtum erkannt hat.
Bei Ausschreibungen werden auch „taktische“ (also bewusste) Rechenfehler eingebaut, um das Angebot nach Veröffentlichung der Ausschreibungsergebnisse korrigieren zu können. In der Wirtschaft kann man durch einen „eingebauten“ Rechenfehler den Eindruck des Billigstbieters erwecken und dann durch Aufdeckung des Fehlers den Preis nach oben zu korrigieren versuchen, was jedoch am Motivirrtum scheitert. Beabsichtigte Rechenfehler des Bieters führen zwar nicht zum Ausschluss des Angebots, können jedoch bei einer großen Anzahl entsprechender Fehler unter Umständen Zweifel an der Eignung des Bieters begründen.
Schreibfehler, Rechenfehler und ähnliche offenbare Unrichtigkeiten, so unter anderem auf mechanischem Versehen beruhender Fehler in Verwaltungsakten und Urteilen können jederzeit von Amts wegen durch die Behörden bzw. das Gericht berichtigt werden (§ 118 VwGO, § 107 FGO, § 138 SGG). So kann beispielsweise die Finanzbehörde gemäß § 129 AO Schreibfehler, Rechenfehler und ähnliche offenbare Unrichtigkeiten, die beim Erlass eines Verwaltungsakts unterlaufen sind, jederzeit berichtigen. Für eine Berichtigung nach § 129 AO ist es nicht erforderlich, dass die Unrichtigkeit auch für den Steuerpflichtigen erkennbar ist; maßgebend ist, ob der Fehler bei Offenlegung des Sachverhalts für jeden unvoreingenommenen Dritten klar und deutlich als offenbare Unrichtigkeit erkennbar ist.
Bei Betriebskostenabrechnungen oder Nebenkostenabrechnungen gelten Rechenfehler, falsche Flächenangaben oder falsche Umlageschlüssel als materielle Fehler. Eine fehlerbedingte Nach- oder Rückforderung von Betriebskosten ist so lange zulässig, wie die Abrechnungsfrist läuft. Eine Korrektur nach Fristablauf darf nicht mehr zu einer Nachzahlung durch den Mieter führen (§ 556 Abs. 3 Satz 3 BGB).

## Berühmte Rechenfehler
Rechenfehler hat es bereits in der Urzeit gegeben. Das Buch Esra (Esra 1,8-11 ) zählt silberne und goldene Tempelgeräte auf und gibt zum Schluss eine Summe von 5400 an. Wenn man jedoch die einzelnen Zahlen zusammenrechnet, kommt man lediglich auf 2499. Die Differenz löst sich erst auf, wenn man diesen Tempelgegenständen die in Vers 6 erwähnten Gaben der in Babel verbliebenen Juden hinzurechnet. Josua (Jos 19,2-6 ) zählt 14 Städte auf, spricht aber von 13: „Und es ward ihnen zum Erbteil Beerscheba, Schema, Molada, Hazar-Schual, Baala, Ezem, Eltolad, Betul, Horma, Ziklag, Bet-Markabot, Hazar-Susa, Bet-Lebaot, Scharuhen“.
Am 31. Januar 1918 reichte Albert Einstein seiner Akademie einen Artikel unter dem Titel „Über Gravitationswellen“ ein, weil seine frühere Darstellung durch „einen bedauerlichen Rechenfehler verunstaltet“ sei.
Bei der Landtagswahl in Schleswig-Holstein 1992 wurde das offizielle Ergebnis der Grünen am Wahltag mit 5,0 % angegeben, berechnet mit Rundungen pro Wahlkreis auf eine Nachkommastelle, tatsächlich betrug es 4,97 %, wie sich am nächsten Tag herausstellte. Der Rechenfehler führte dazu, dass diese Partei wegen der Sperrklausel unerwartet nicht in den Landtag kam.
Der Pentium-FDIV-Bug wurde im November 1994 etwa 1 ½ Jahre nach der Markteinführung bekannt und führte bei Gleitkomma-Divisionen mit bestimmten, relativ wenigen Wertepaaren zu ungenauen Ergebnissen.

## Entdeckung und Vermeidung
Die Behandlung von Rechenfehlern obliegt dem Fehlermanagement und der Fehler-Ursachen-Analyse. Zu unterscheiden ist, ob der Rechnende seine Rechenaufgabe selbst kontrolliert und/oder eine andere Kontrollinstanz diese Kontrolle übernimmt. Rechenfehler, die der Ergebniserwartung des Rechnenden nicht entsprechen, werden von ihm eher bemerkt und korrigiert. Erwartungskonforme Rechenfehler dagegen übersehen wir leicht, dies bezeichnet man als selektive Fehlerkorrektur. Bei der Selbstkontrolle helfen Nachrechnen (auch durch Rückrechnung mit gegensätzlichen Grundrechenarten), Einsetzen des Ergebnisses in die gelöste Formel (Proberechnung), Neuner- und Elferprobe, Einsetzen von bekannten Lösungen in eine gefundene Formel (Ausprobieren), Plausibilitätskontrollen, Schätzwerte oder Überschlagsrechnungen, Rechenfehler aufzuspüren. Kontrollinstanzen (etwa Lehrer in der Schule oder Rechnungsprüfung/Rechnungsprüfungsamt in Behörden oder Unternehmen) vergleichen die Rechenergebnisse mit den ihnen vorliegenden Ideallösungen. Mit der doppelten Buchführung ergibt sich automatisch eine Gegenkontrolle der Summen der Konten (Bestandskonten) mit den Summen der Gegenkonten (Erfolgskonten).